# Andobana multipunctata
Andobana multipunctata is een vlinder uit de familie uilen (Noctuidae). De wetenschappelijke naam van deze soort is voor het eerst geldig gepubliceerd in 1899 door Druce.
De soort komt voor in tropisch Afrika.